# Fattyúsor

Egy illusztráció az árvasorra (sárgával kiemelve)

Egy illusztráció az özvegysorra (sárgával kiemelve)

A tipográfiában a tördelés súlyos hibája az úgynevezett fattyúsor. Két előfordulási lehetősége van: az özvegysor és az árvasor.
- Ha egy oldal legutolsó sorában kezdődik egy bekezdés, azt árvasornak nevezik.
- Ha egy oldal egy bekezdés utolsó sorával kezdődik, azt özvegysornak nevezik.

Folthatás szempontjából csúnya, ha törés van egy bekezdés elején vagy végén.
A hibát úgy lehet megszüntetni, hogy keresünk egy olyan bekezdést, amelynek utolsó sora közel végződik valamelyik margóhoz. Ha a bal oldalhoz áll közelebb, akkor a szóközök (és esetleg a betűközök) minimális összehúzásával egy sort csökkentünk; míg ha a jobb oldalihoz áll közel, akkor szóközök (és esetleg a betűközök) minimális növelésével nyújtunk egy sort. 
Ha megteheti a tördelést végző személy, a bekezdés átfogalmazása is megoldást nyújthat. Amennyiben képet is tartalmaz az oldal, a kép méretének változtatásával is megoldható a probléma. Végszükség esetén az oldalt egy sorral rövidebbre vehetjük, de ilyenkor ezt az oldalpár másik oldalán is meg kell tenni, ez viszont az összhatás rovására mehet.
A mai dokumentumszerkesztő programok egy részénél meg lehet határozni, hogyan viselkedjék a fattyúsorokkal, ezt azonban szakértők ritkán használják, mert finomabban lehet kézzel megoldani.
A kifejezések megjegyzését könnyíti, hogy az árvák (és árvasorok) mögött nem áll semmi, csak előttük; az özvegyek (és özvegysorok) esetében azonban mögöttük áll valami (az élet, a következő bekezdés eleje), de előttük semmi.